# Ragnhild Jepsen
Ragnhild Jepsen (* 4. November 1969 in Ål, Buskerud, Norwegen) ist eine norwegische lutherische Geistliche. Sie amtiert seit 2023 als Bischöfin im Bistum Bjørgvin (Bergen) der Norwegischen Kirche.
Jepsen legte 1995 das theologische Examen an der Theologischen Hochschule (Menighetsfakultetet) in Oslo ab. Danach arbeitete sie von 1996 bis 1997 in der Zentrale der norwegischen Kirche und anschließend als Pastorin („kapellan“) in Åmot. 2003 wechselte sie in derselben Funktion an den Dom zu Trondheim, wo sie 2006 zur Pfarrerin und 2011 zur Dompröpstin aufstieg. Anfang 2023 wurde sie zur Bischöfin des Bistums Bjørgvin gewählt und am 16. April im Dom zu Bergen in ihr Amt eingeführt.